# Sucre (Aragua)
Sucre è un comune del Venezuela situato nello stato dell'Aragua.
Il capoluogo del comune è la città di Cagua.